# Blues for Jimi
Blues for Jimi es un álbum en vivo del guitarrista norirlandés de blues rock y hard rock Gary Moore, publicado en 2012 por Eagle Records. Fue grabado el 25 de octubre de 2007 en el recinto Hippodrome de Londres y es un disco tributo a una de sus principales influencias, el guitarrista Jimi Hendrix.
Al igual que Blues for Greeny (tributo a Peter Green) es en esencia un álbum tributo, en este caso a Hendrix, ya que solo posee versiones en vivo de los grandes éxitos del guitarrista. Para el concierto además fueron invitados Billy Cox y Mitch Mitchell, bajista y baterista respectivamente de The Jimi Hendrix Experience.
Alcanzó el puesto 80 en la lista UK Albums Chart del Reino Unido y obtuvo la cuarta posición en los Top Blues Albums de los Estados Unidos. Además el mismo día fue lanzado en los formatos DVD, blu-ray, long play y en descarga digital.

## Lista de canciones
Todas las canciones escritas por Jimi Hendix, a menos que se indique lo contrario.

| N.º | Título                         | Escritor(es)  | Duración |  |
| 1.  | «Purple Haze»                  |               | 4:15     |  |
| 2.  | «Maniac Depression»            |               | 3:48     |  |
| 3.  | «Foxy Lady»                    |               | 6:14     |  |
| 4.  | «The Wind Cries Mary»          |               | 4:19     |  |
| 5.  | «I Don't Live Today»           |               | 5:58     |  |
| 6.  | «My Angel»                     | Gary Moore    | 0:53     |  |
| 7.  | «Angel»                        |               | 5:16     |  |
| 8.  | «Fire»                         |               | 5:38     |  |
| 9.  | «Red House»                    |               | 11:30    |  |
| 10. | «Stone Free»                   |               | 5:45     |  |
| 11. | «Hey Joe»                      | Billy Roberts | 9:36     |  |
| 12. | «Voodoo Child (Slight Return)» |               | 10:11    |  |

## Músicos
- Gary Moore: voz y guitarra eléctrica
- Dave Bronze: bajo (pistas 1 a 8, 12)
- Darrin Mooney: batería (pistas 1 a 8, 12)

### Músicos invitados
- Billy Cox: bajo (pistas 9 a 11)
- Mitch Mitchell: batería (pistas 9 a 11)